# Rho de la Popa
Rho de la Popa (ρ Puppis) és el tercer estel més brillant de la constel·lació de la Popa, (part de l'Argo Navis), només superada per Naos (ζ Puppis) i π Puppis. De magnitud aparent +2,83, s'hi troba a 63 anys llum de distància del sistema solar. Ocasionalment és coneguda amb el nom de Tureis, terme igualment utilitzat per designar a Aspidiske (ι Carinae).
Rho de la Popa és una gegant blanc-groga de tipus espectral F6III amb una temperatura superficial de 6540 K. 22 vegades més lluminosa que el Sol, té un radi 3,7 vegades més gran que el radi solar. La seva velocitat de rotació és de 14 km/s —sent aquest un valor mínim—, implicant un període de rotació inferior a 13 dies. Posseeix una elevada metal·licitat, amb una abundància relativa de ferro més del doble que en el Sol. Amb una massa de 1,85 masses solars, ha acabat fa poc la fusió nuclear d'hidrogen, per la qual cosa cal definir-la més com una subgegant que com una autèntica gegant.
Rho de la Popa és una variable del tipus Delta Scuti, un estel polsant de menor massa que una cefeida. Al costat de Caph (β Cassiopeiae), Rho de la Popa és una de les més brillants d'aquesta classe. La seva lluentor varia entre magnitud +2,68 i +2,87 en un cicle principal de 0,14088 dies, existint cicles secundaris de 0,13 i 0,16 dies. Aquestes variacions influeixen en el seu espectre, cosa que va portar a pensar en el passat que Rho Puppis tenia una companya propera, avui completament descartada.